# Vagina dentata
Vagina dentata ist lateinisch für „bezahnte Vagina“. Der Mythos der Vagina dentata wurde in der westlichen Welt hauptsächlich durch Sigmund Freud bekannt gemacht. Nach seiner Meinung passte der Mythos gut mit seinen Theorien der Kastrationsangst zusammen.

## Entstehung des Mythos
Freud gab dem Phänomen diesen Namen. Angeregt wurde er dazu durch zahlreiche Legenden über Frauen mit bezahnten oder anderweitig mit Waffen besetzten Vaginen, die sie angeblich in die Lage versetzten, ihre Sexualpartner zu ermorden oder zu kastrieren. Dieses Motiv findet sich in verschiedenen asiatischen Mythen (insbesondere in Südostasien) wieder, wo verschiedene Formen von Penisangst (z. B. Koro) beheimatet sind.
Die feministische US-amerikanische Autorin Barbara Walker nimmt an, dass dieser Mythos sich im Europa des Mittelalters zu dem Bild des gigantischen Mundes als Eingang zur Hölle entwickelte. Diese warnende Sage wurde oft erzählt, um vor den Gefahren des sexuellen Kontaktes mit fremden Frauen zu warnen.
Die Kulturhistorikerin Camille Paglia schreibt den Mythos den nordamerikanischen Ureinwohnern zu. Sie sieht ihn als „schaurig direktes Sinnbild weiblicher Macht und männlicher Angst“ vor „physischer und geistiger Kastration“ beim Geschlechtsakt, einem Vorgang des „Gefressen“-werdens, bei dem das Männliche mit „weniger aus der Vagina heraus“ komme, als es beim Eintritt hatte.
Der Maler und Bildhauer Volker Bartsch, der mehrmals den Mythos darstellte, nennt als eine seiner Quellen den griechischen Dichter Hesiod, dem zufolge im Schoß der göttlichen Urmutter Gaia die scharfe metallene Sichel gebildet worden sei, mit der ihr Sohn Kronos später seinen Vater Uranos entmannt habe.
Aus gynäkologischer Sicht gibt es keine wissenschaftliche Dokumentation einer vagina dentata. Jedoch könnte die Bildung von nebeneinander liegenden Zysten im Vaginalbereich ein Ursprung dieses Mythos sein.

## Der Mythos in unterschiedlichen Kulturen

### Russland
In Nordrussland kursierte eine Sage, in der eine schöne junge Frau mit einem Mann gegen ihren Willen verheiratet wurde. Um ihn sich fernzuhalten, führte sie einen Hechtkopf in ihre Vagina ein, welcher den Mann beim Verkehr verletzte. Sie erzählte ihm daraufhin, alle jungen Frauen hätten Vaginen mit Zähnen und er sei ein Dummkopf, dies nicht zu wissen.
Unter den Jukagiren ist die Sage einer einäugigen Frau mit einer bezahnten Vagina bekannt. In der Sage fällt einem Mann das Geräusch knirschender Zähne im Bereich des Rockes der Frau auf, woraufhin er sie in den Schlaf wiegt und sobald sie schläft, nachschaut. Mit seinem Messer schneidet er die entdeckte vagina dentata heraus und macht sich die Frau zur Sklavin, nachdem ihre Vagina nun eine normale Gestalt angenommen hatte.
Bei den Tschuktschen existierte dieselbe Sage mit der kleinen Abwandlung, dass der Mann die Zähne mit großen Steinen zerschmettert und danach mit der Frau Sex hat.
Dies ist auch ein Element in der finnischen Mythologie bei der Figur Aino.

### Nordamerika
Auch in Kalifornien und wohl bei den Arapaho existierte die Sage der Frau mit nur einem Auge und einer Vagina dentata, welche durch einen Mann zerstört wird.
Oder auch eine Sage mit einem Kojoten und einer Frau mit einer Vagina dentata, welche der Kojote bekämpft und daraufhin mit ihr verkehrt.

### Südamerika
In Chile herrschte bei den Mapuche die Redewendung:

„Una mujer atractiva tiene una vagina mordaz“

„Eine attraktive Frau hat eine bissige Vagina.“

### Persischer Golfraum
Es existierte die Sage um die Menmendās, einer hübschen Frau die Männer mit ihren Oberschenkeln in zwei teilt.

### Indien
Auch in den Erzählungen der Shiva findet sich das Motiv der Vagina dentata wieder.

### Japan
In Japan wird das Kanamara Matsuri in Anlehnung an eine Sage einer Vagina dentata, welche durch einen eisernen Dildo zerstört wurde, gefeiert.

## Vagina dentata in der Populärkultur
In Neal Stephensons Roman Snow Crash trägt die Figur Y.T. eine Dentata zum Schutz gegen Vergewaltigungen. Im Jahre 2003 wurde der Mythos im Trash-Horror-Film Penetration Angst verarbeitet, der von einer Frau handelt, deren Vagina die den Beischlaf ausübenden Männer verspeist.
Im Film Teeth – Wer zuletzt beißt, beißt am besten von 2007 entdeckt eine Schülerin, dass sie eine Vagina Dentata hat.
Der deutsche Rapper Schwartz brachte im Jahr 2012 das Album Hurensohn Holocaust Chroniken 2 heraus, in dem sich der Titel Vagina Dentata mit dem Mythos befasst.
Die Formation Grausame Töchter benannte ihr 2016 erschienenes Album und einen enthaltenen Titel mit Vagina dentata. Hier werden die Texte größtenteils dem Bereich BDSM angelehnt.
Im Roman Vagina dentata von Luci van Org wird Sexismus anhand einer Umkehrung der Machtverhältnisse behandelt. Hier weisen alle Frauen weltweit plötzlich ein Gebiss am Vaginaleingang auf.
In der gesellschaftskritischen Animationsserie South Park von Trey Parker und Matt Stone wird in Staffel 6, Folge 8 behauptet, die katholische Kirche müsse die Vergewaltigung kleiner Jungen zulassen, da die Frauen der ebenfalls gläubigen Aliens namens Gelgameks alle Vaginae dentata hätten.